# Oligomerus priapus
Oligomerus priapus är en skalbaggsart som beskrevs av White 1976. Oligomerus priapus ingår i släktet Oligomerus och familjen trägnagare. Inga underarter finns listade i Catalogue of Life.